# Étienne Mélingue
Pour les articles homonymes, voir Mélingue.
Étienne Marin Mélingue né le 16 avril 1807 à Caen et mort le 27 mars 1875 à Paris 20e, est un sculpteur, peintre et acteur français.

## Biographie

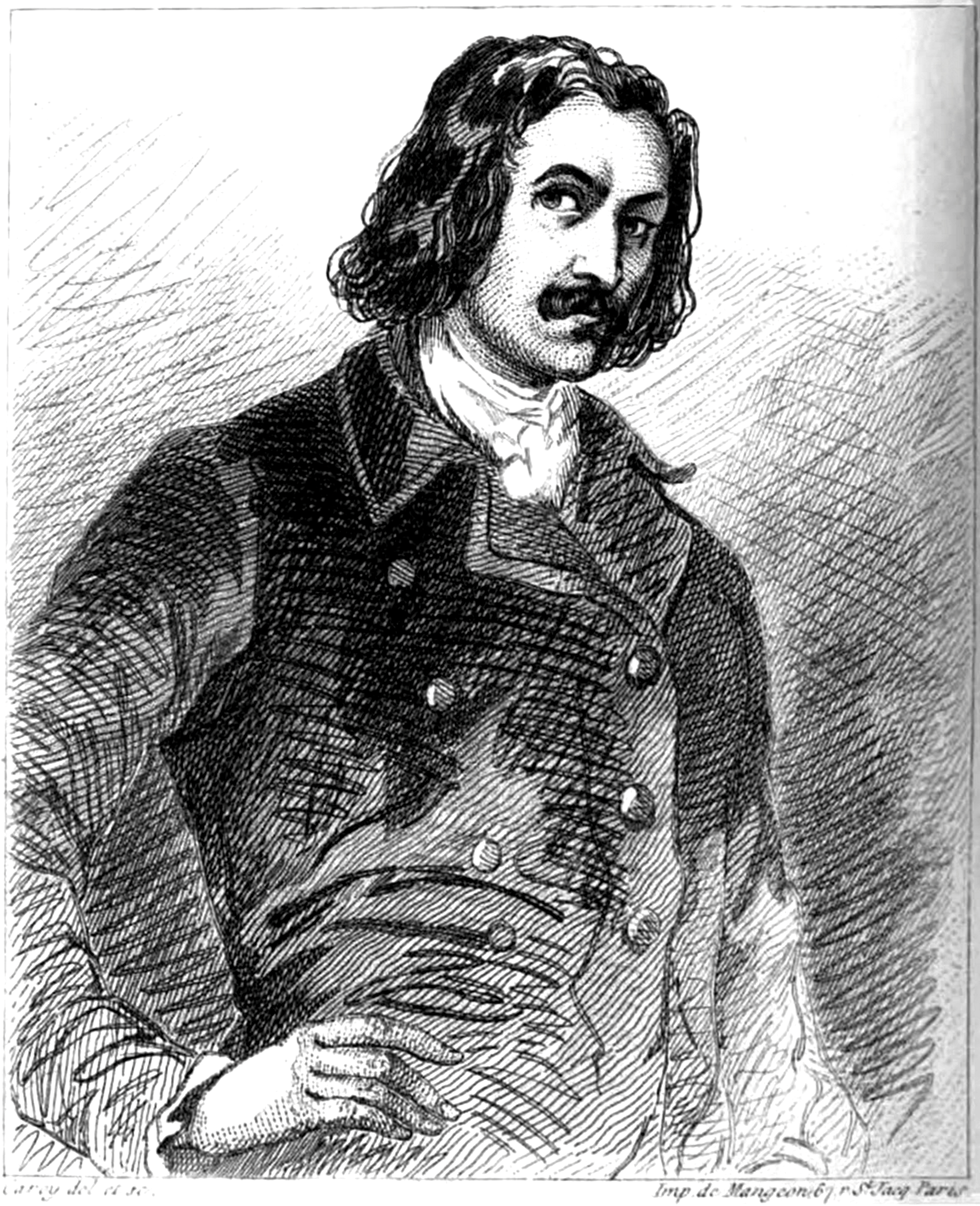
Portrait d’Étienne Mélingue par Carey, en tête de la biographie que lui a consacré Mirecourt en 1856.

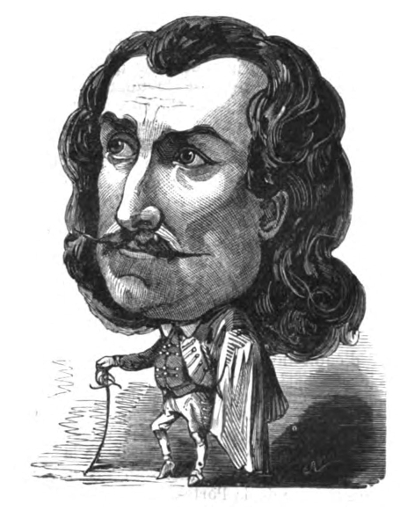
Caricature d’Étienne Mélingue, parue dans Le Trombinoscope de Touchatout en 1872.

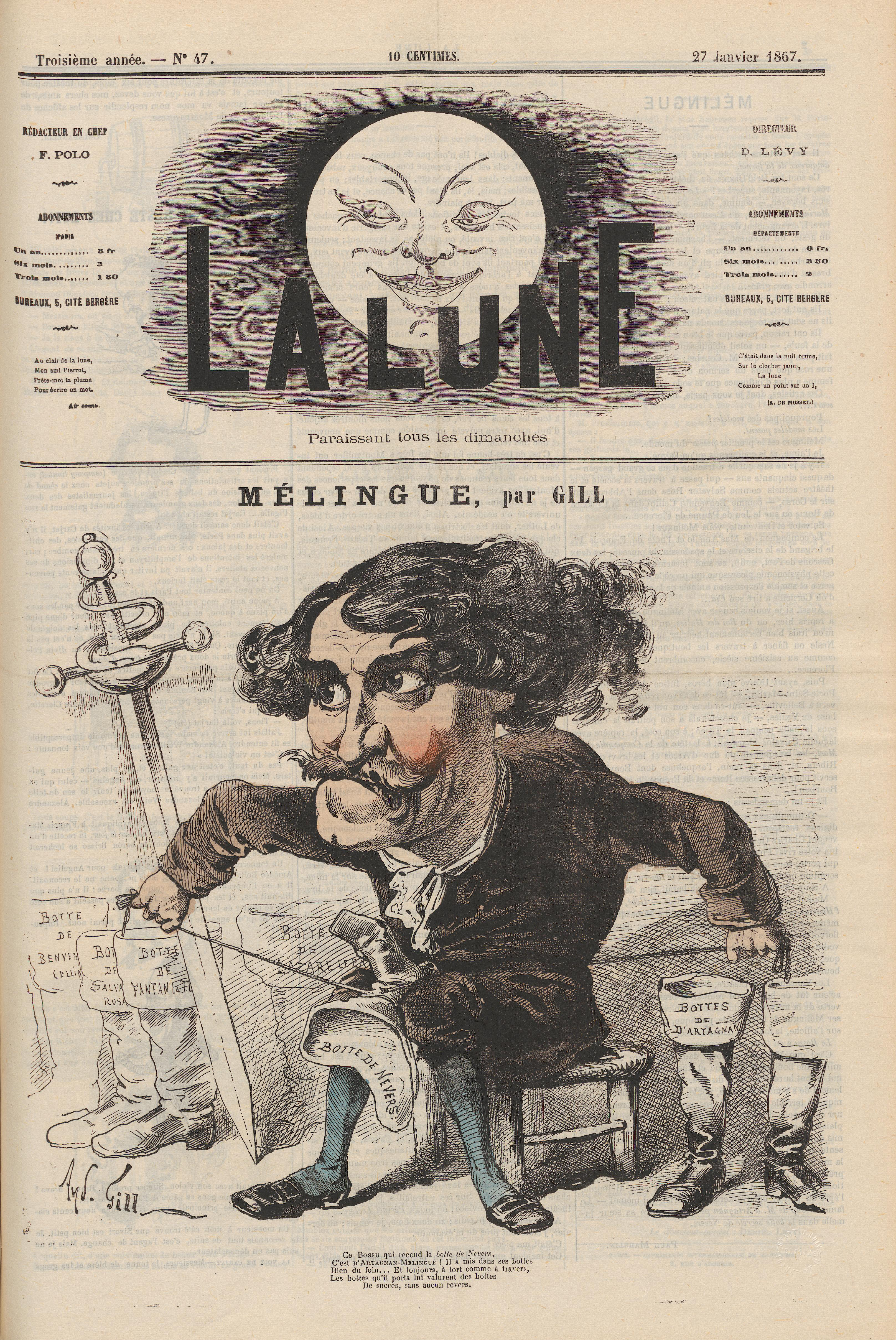
Caricature de Mélingue par Gill parue dans La Lune.

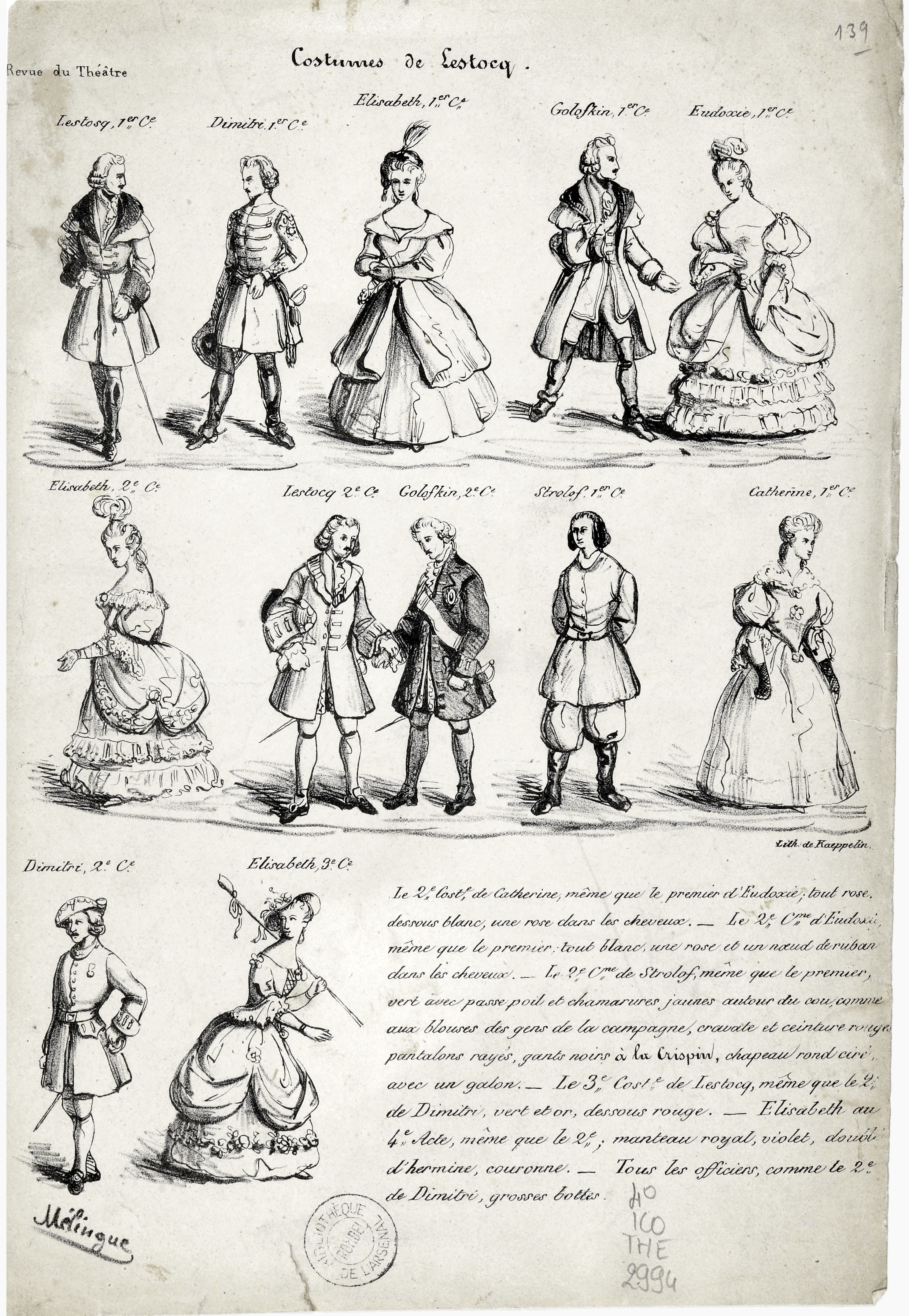
Dessins de planche de costumes par Mélingue pour Lestocq ou L'intrigue et l'amour d’Auber.

Lithographie de Célestin Nanteuil représentant la statue d’Hébé qu’exécutait Mélingue lors des représentations de Benvenuto Cellini.

### Jeunesse
Fils de Jean Mélingue, volontaire de 1792, et de Suzanne Boulon, Étienne Mélingue voit le jour rue des Carmes à Caen:17. Jeune encore, vers 1811, il perd sa mère, puis son frère Adolphe, de deux ans son cadet, succombe à la fièvre cérébrale. Son père, préposé aux douanes après avoir quitté le service en 1806:18, l’envoya alors à l’école gratuite de peinture et de sculpture de la ville:24, où il commença par faire le désespoir d’Henri Elouis, son professeur de dessin:39. 
Comme son école avait deux cours, un de sculpture, un de dessin, on le fit passer, le 1er octobre 1823, du dessin à la sculpture, dans le cours dirigé par le sculpteur, dessinateur, architecte et musicien italien Odelli. Odelli, ayant plus de succès qu’Elouis avec Mélingue, ce dernier obtint le prix de sculpture, en 1822, non sans qu’Odelli ait avoué à son père, venu l’en remercier, que le petit Étienne n’avait eu le prix que parce qu’il n’y en avait pas de plus fort que lui, et surtout que celui-ci faisait des dessins de costumes pour les écuyers du Cirque et les saltimbanques de la grande place:44, ce qui lui valut une correction de son père:46.
Les spectacles en plein air et les parades foraines de la ville du Caen lui avaient si bien communiqué le virus des planches qu’il s’essaya à la profession d’écuyer, avant qu’une chute ne le dégoute de la voltige:46. Il passa alors chez une des célébrités provinciales de l’époque, le grand Gringalet de Rouen, où il figura, trois jours de suite à tenir l’emploi des Jocrisse, dans une pantomime comme premier garçon de noce, attachant les guirlandes à la maison de la fiancée:46. Ses propos bouffons et sa mimique folichonne lui valurent un certain succès, jusqu’à ce que son père, passant par là, le sorte de la scène et l’emmène au logis familial où il lui administra une correction, qui l’obligea à soigneusement dissimuler ses projets histrioniques:30.

### Paris
Le philanthrope caennais Pierre-Aimé Lair, qui visitait souvent l’école de dessin de sa ville, s’était arrêté plusieurs fois devant le jeune Étienne, qui lui avait dit que ses désirs et ses espérances se réunissaient en une seule ambition : « Aller à Paris:63. » Se doutant bien qu’un des empêchements au voyage était l’absence de la petite somme nécessaire au jeune voyageur, Lair lui dit, un jour : « Avant votre départ, je désire vous acheter quelques-unes de vos études:63. » Le lendemain, il était rue des Carmes, ayant choisi le moment où Mélingue père ne pouvait manquer d’être présent:63. Il parla longuement des dispositions du jeune homme, de la nécessité où il se trouverait bientôt d’aller poursuivre ses études à Paris, et acheta une tête de Sénèque et une tête de Cicéron qu’il paya vingt francs chacune, plus un pied et une main gigantesques, qu’il estima chacun dix francs:63. Devant une autorité comme celle de Lair, conseillant Paris, le père de Mélingue, désormais pourvu de soixante francs d’argent de poche, n’osa risquer aucune objection et mena lui-même à la diligence son fils, muni d’une lettre de recommandation d’Odelli pour un entrepreneur chargé des sculptures de la Madeleine du nom de Bochard:34.
Aussitôt arrivé dans la capitale, il prit une chambre, Petite rue Saint-Jean, à l’hôtel Carré, où on lui présenta le peintre sur porcelaine Hippolyte Tisserant, comme camarade de chambrée pour économiser sur le loyer, et qui devait être son ami pour la vie:68. Sans perdre son temps à flâner, il se rendit incontinent chez l’entrepreneur Bochard:63, qui causa un instant avec le jeune artiste, et comme son ton et ses manières lui plaisaient : « De quelle province êtes-vous ? lui demanda-t-il. Je suis Normand. — De quelle ville ? De Caen. — Je m’en doutais. Pourquoi cela ? — Vous avez la main normande ; en général, les Normands sont adroits. Prenez vos outils, demain matin, et allez à la Madeleine, vous vous trouverez en pays de connaissances:68-9. » Bochard avait raison : le lendemain, à huit heures du matin, à la Madeleine, il fut reconnu par l’un des ornemanistes à l’ouvrage, Aubin l’ainé qui l’avait « baptisé »:69. 

### Débuts théâtraux
À l’hôtel Carré, tout le monde, peintres, sculpteurs, ornemanistes, disait des vers. Tisserant, surtout, était enragé de théâtre:70. Désirant jouer la comédie à tout prix, ils décidèrent de monter Simple histoire, d’Eugène Scribe avec Étienne dans le premier rôle et Tisserant dans celui de l’amoureux:70. Un monteur de parties assistant à leurs représentations au théâtre de la rue de Lesdiguières leur proposa de jouer devant un public payant, ce genre de représentations offrant l’avantage qu’après deux ou trois succès, on trouvait un engagement:71. De fait, le directeur de la troisième troupe du premier arrondissement théâtral, comprenant la Flandre française, Dumanoir, un ancien beau du Directoire, ayant pirouetté aux Tuileries et au Luxembourg, l’engagea, avec son compère Tisserant:72. Leurs honoraires n’étaient que d’une demi-part des recettes alors qu’ils étaient de cinq parts de demie pour le régisseur Ferdinand-le-Cosaque et d’une part pour Dumanoir:37. Après une représentation à Valenciennes, la troupe joua cinq fois Palmerin, ou le Solitaire des Gaules à Saint-Amand, où l’arrivée de la troupe de Bertrand, dit Zozo du Nord, premier acrobate de France, vint lui faire une sérieuse concurrence:82. Mélingue passa chez lui, sous le nom de « Gustave », sur la promesse d’émoluments de 50 francs par mois:82.
Au bout de trois mois, convenablement nourri, mais n’ayant jamais touché un sou des 50 francs promis, il retourna chez Dumanoir, après avoir reçu une lettre d’Hippolyte, contenant ces seuls mots : « Reviens ; le Cosaque est parti:88. » Ferdinand-le-Cosaque ayant anéanti toutes les ressources de la troupe, en emportant sa garde-robe, la troupe dut se tirer d’affaire avec ses propres ressources. Celles-ci étant médiocres, Mélingue et Tisserant se mirent alors à inventer un répertoire de pièces militaires se composant de Michel et Christine, du Château de mon Oncle, de Sans tambour ni trompette, du Mariage de raison et d’Adolphe et Clara, dont on donnait deux représentations dans chaque ville avec l’uniforme de la garnison des villes où l’on se trouvait:90. Après une dernière représentation à Lille, l’arrivée du Carême signifia la fin des comédies et Melingue retourna à pied chez son père à Caen, au 12, rue des Carmes:142.

### La scène parisienne
Sitôt remis, il repart pour Paris après avoir promis à son père de renoncer au théâtre et se présente, dès le lendemain, chez Catherine-Joséphine Duchesnois:161 qui le recommanda à Alexandre Soumet:166. Engagé pour cinquante francs par mois avec l’obligation de se fournir de tout, pour jouer les premiers rôles, les jeunes premiers, les amoureux, les pères nobles, les valets ; pour chanter dans les chœurs et figurer dans les pièces à spectacle, par Jules Seveste et son frère Edmond Seveste:171, il débuta au théâtre Montparnasse avec Michel et Christine, comédie-vaudeville en un acte de Scribe de Dupin:171. Dans la troupe stationnaire du théâtre de Belleville, il retrouve son ami Tisserant, qui jouait, quant à lui, tous les rôles d’amoureux, gais, dramatiques, sentimentaux:173. Au bout de six mois, Victor Marest lui proposa un contrat de francs trois cents francs par mois aux Antilles:178.

### Intermède antillais
Après avoir simulé la maladie pour échapper à son contrat avec les frères Souverte:178, il embarque au Havre sur l’Industrie et arrive, au bout de quarante-cinq jours de traversée:202, à la Guadeloupe:199 où, après avoir débuté dans Stanislas:207, il joue, toujours sous le nom de scène de « Gustave », la tragédie, le drame, la comédie, le vaudeville et même l’opéra, au choix de la direction:60. Il donne ensuite des représentations à la Martinique et à Trinidad:214. Après la révolution de 1830, le gouverneur de la Martinique ayant fait fermer le théâtre, la troupe de Marest est dispersée et il revient, pour assurer sa subsistance, à l’art en se faisant peintre en miniatures:241. Il sera même amené à réaliser le portrait à l’huile d’un riche colon sur une peau d’âne:252. Il gagnera 20 000 francs en cinq mois:63 jusqu’à ce qu’un courtier de théâtre le persuade de s’embarquer sur l’Ursin avec un contrat de 2 000 francs par an au théâtre de Rouen:272.

### Carrière rouennaise
Après avoir débuté dans L'Éléphant du roi de Siam, il créa tous les grands rôles du drame romantique : le duc de Guise d’Henri III ; Charles Quint d’Hernani, Raphaël Bazas de Clotilde, Buridan de La Tour de Nesle:273. Il réalise également une colossale statue de glaise de 2 m de haut de Corneille, l’anniversaire de sa naissance:275. Son père, venu passer, quelques mois avant sa mort:68, trois jours à Rouen, ayant enfin eu l’occasion de voir son fils jouer, il ne lui fallut pas moins que les applaudissements de toute une salle, trois fois répétés, dans trois rôles différents, pour qu’il lui pardonne de faire des Corneille au théâtre de Rouen, au lieu de tailler des chapiteaux à l’église de la Madeleine:277.
À Rouen, il eut l’occasion de jouer Richard Darlington, La Tour de Nesle, Le Joueur avec Frédérick Lemaître, Les Frères féroces avec Potier, Les Cabinets particuliers, avec Arnal, enfin L’Incendiaire, Antony avec Marie Dorval:280.

### Carrière parisienne
Marie Dorval, de passage à Rouen, lui suggéra de monter à Paris, muni d’une lettre de recommandation pour Alexandre Dumas père qui l’envoya chez Jean-Toussaint Merle qui le recommanda à d’Épagny qui le présenta à Harel:286. En juin 1834, après avoir trainé quelque temps au théâtre de la Porte-Saint-Martin, il est embauché au pied levé par Harel pour remplacer Delaistre dans le rôle de Buridan dans La Tour de Nesle et abandonne, pour l’occasion, son nom de scène de « Gustave », jugé trop provincial, pour reprendre définitivement celui de Mélingue:307. Engagé, dès la fin de la représentation, où il avait presque fait crouler la salle sous les trépignements et les applaudissements, il devint un interprète populaire du drame romantique dans le genre d’Alexandre Dumas, jouant dans Les Américains, Charles III, ou l’Inquisition, Guillaume Colmann de Paul Foucher, et incarna le mauvais ange dans Don Juan de Marana (pl) de Dumas:76. Il avait également, pour l’occasion improvisé lui-même son costume. Dans une autre occasion où il devait paraitre dans un costume de vagabond mendiant, le costumier lui avait remis un habit de couleur et de coupe capable de satisfaire un acteur moins scrupuleux, mais ne voulant pas avoir l’air d’un vagabond pour rire, il prit le costume et le suspendit pendant quinze jours et quinze nuits au soleil et à la pluie avait fait dans un cerisier du jardin de sa petite maison de Belleville avant de paraitre sur la scène avec le plus parfait le costume de mendiant imaginable : « je fais le rôle d’un homme qui couche dehors, disait-il, c’est bien le moins que mon habit y ait couché. »
Harel ayant fait faillite, il quitte la Porte-Saint-Martin pour passer à l’Ambigu-Comique, où il devient le comédien ordinaire de Frédéric Soulié. Au nombre de ses créations les plus remarquables, Gaetan il Mammone, dans la pièce de ce nom, Cavalier des Talismans, Poyer des Étudiants, et Villaflor des Amants de Murcie:76. Dans le rôle de d’Artagnan des Trois Mousquetaires à l’Ambigu, il sut créer un admirable type de Gascon intrépide, loyal et hâbleur:77. De ce moment, il fut considéré comme l’égal des plus grands artistes de son temps, et comme ayant éclipsé l’étoile de Frédérick Lemaître:78.

### Le refus russe
À cette époque, le général Guédéonoff lui fit proposer un engagement pour Saint-Pétersbourg, mais son collègue Laferrière lui conseilla de refuser : « Vous êtes vif, ardent, plein de franchise : eh bien, vous ne resterez pas trois semaines à Pétersbourg sans vous exposer à de méchantes aventures. Sur un mot, sur un geste, on vous reconduit à la frontière, par un froid de trente degrés. On ne vous laisse pas même le temps de prendre un manteau:80. »
Il préféra donc passer un traité avec le Théâtre-Historique où, après avoir interprété le personnage de Henri IV, il interpréta Monte-Cristo:80, puis le Comte Hermann. Plus tard, ce fut Urbain Grandier, puis Catilina:81, mais un de ses plus grands succès est le rôle-titre du drame de Paul Meurice, Benvenuto Cellini, où il démontra son double talent d’acteur et de sculpteur en modelant en vingt minutes sur scène une statue d’Hébé sous les yeux des spectateurs:81.
Parti en province, en 1856, pour représenter Benvenuto Cellini, il perdit toute sa garde-robe d’acteur, vêtements scéniques et objets d’art avec une rare collection de costumes, d’armures et de curiosités dans l’incendie du théâtre Français de Bordeaux:81. Arrivé dans la cite girondine avec six malles pleines, il reprit le chemin de la capitale sans autre bagage que le paletot dont il était vêtu:86. À l’issue d’une représentation de Benvenuto Cellini, Napoléon III et l’impératrice Eugénie l’aidèrent financièrement, après cette calamité  en lui donnant une tabatière en or avec incrustation de pierres précieuses dessinant le chiffre impérial pour prix d’une version en plâtre:88.
Ses dernières créations au théâtre sont les rôles de Salvator Rosa et de l’Avocat des pauvres:88. Dans Salvator, il répéta le tour de force de la statuette de Benvenuto Cellini, cette fois, en peinture, en improvisant tous les soirs un tableau:89. Un soir qu’un gentleman anglais voulait lui acheter cette œuvre, qu’il venait de voir exécuter sur scène : « Je vous en donne mille francs, dit-il. — Non certes, répond l’acteur. — Deux mille francs ! Pour toute réponse, Mélingue prit un pinceau et barbouilla la toile devant l’obstiné:90. »

### Famille

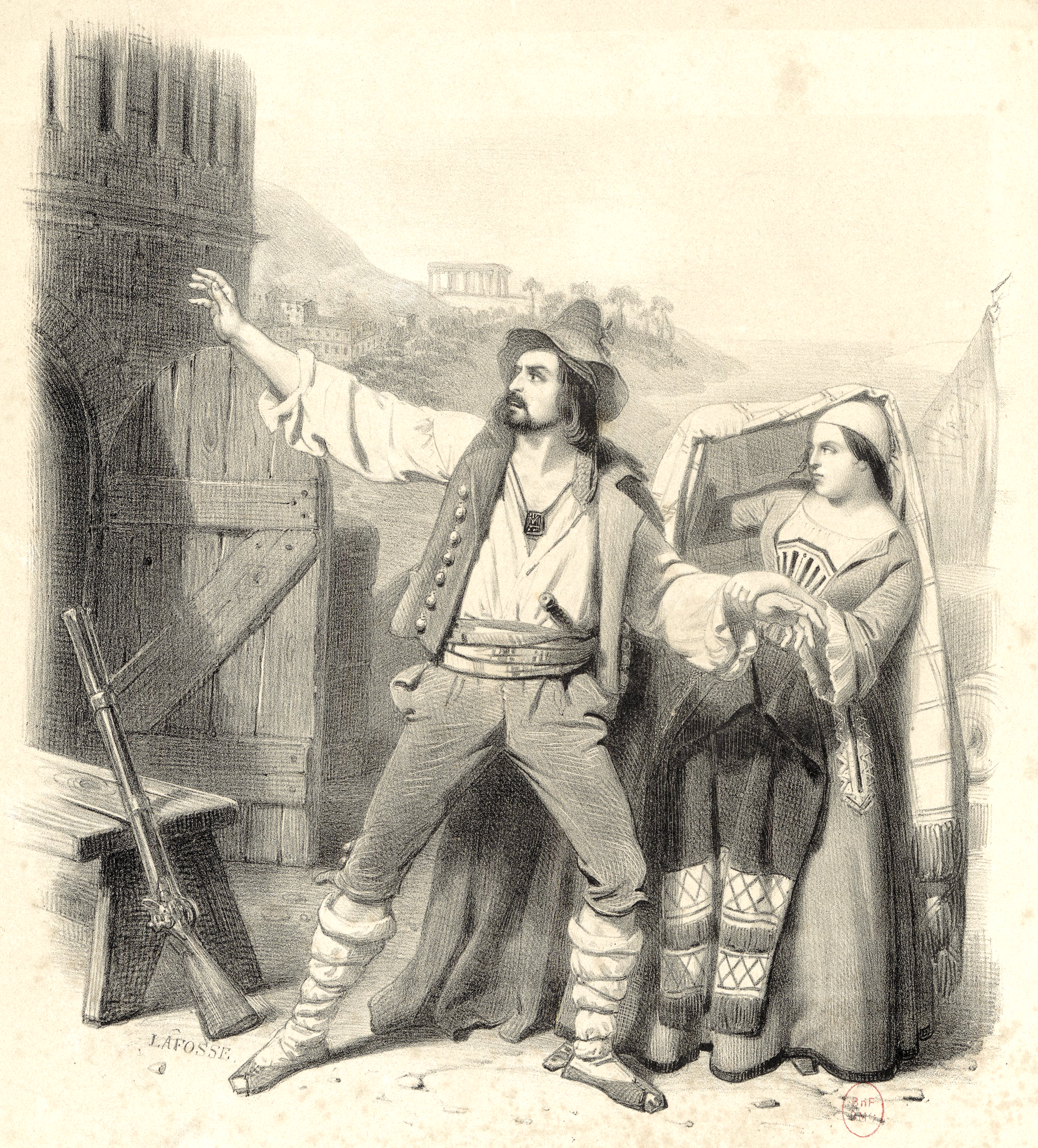
Mélingue et sa femme Théodorine sur la scène du théâtre de l’Ambigu, en 1842, interprétant Gaëtan il Mammone de Frédéric Soulié.

Ayant uni, vers 1838, sa destinée à celle de Théodorine Thiesset, actrice très applaudie aux Folies-Dramatiques et à la Porte-Saint-Martin:76, et à la Comédie-Française où elle resta dix ans et elle fut retenue par Victor Hugo pour jouer le rôle de Guanhumara dans Les Burgraves, il a terminé son existence dans la pittoresque et artistique maisonnette qu’il s’était organisée à Belleville, avec des objets d’art, un jardin, où il vivait, sculptant, peignant, étudiant ses créations, heureux, entouré des siens:2. Installé dans le quartier de Belleville, au no 22 rue Levert, il y résidait avec sa femme, sa belle-mère, ses deux fils, Gaston (né en 1840) et Lucien (né en 1841), et leur petite fille:91. Il avait transformé les remises de la propriété en quatre ateliers pour lui, sa femme, qui peignait également, et leurs deux fils:91. Le salon était à lui seul une espèce de musée:94
Son fils Gaston fit don de la maison du 22, rue Levert par voie testamentaire pour en faire un lieu d'accueil des enfants défavorisés de Belleville sous deux conditions l'entretien de sa tombe et la préservation du jardin.
L’actrice Mademoiselle Anaïs lui ayant fait découvrir Veules-les-Roses, il y fit construire une maison, où le suivent ses amis peintres paysagistes, Xavier De Cock, Antoine Chintreuil, Henri Harpignies, puis Paul Meurice, Paul-Louis Leroux de la Comédie-Française, Eugène Pierron de l’Odéon, Gabriel Marty, Dumas fils, José-Maria de Heredia puis Victor Hugo.
Il envoya plusieurs statuettes à diverses expositions, notamment celle de François Ier et de Frédéric II, celles de Bouffé dans le rôle du Le Gamin de Paris, et de Duprez dans celui de Guillaume Tell, mais refusait obstinément toute commande de l’État en disant : « Je ne suis qu’un amateur. Beaucoup de vrais artistes en ont plus besoin que moi:96. »

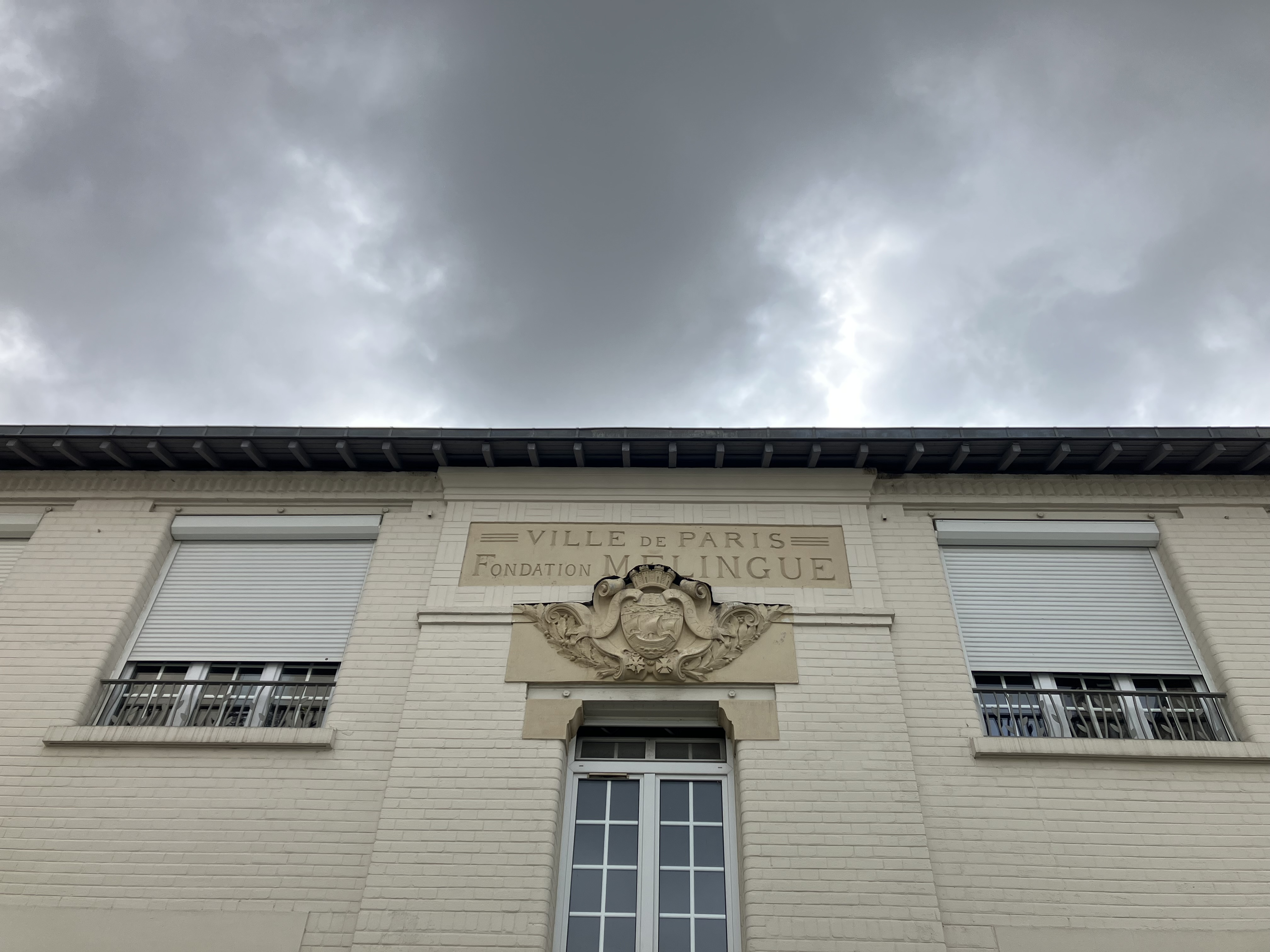
Blason de Paris sur la façade de la Fondation Mélingue, au 22 de la rue Levert.

Très casanier, quand il ne jouait pas, Mélingue restait chez lui à sculpter. Le soir, il faisait quelquefois la lecture à sa femme et à ses fils. Le 26 mars 1875, il se promenait dans son jardin de Belleville, avec son fils Lucien. Tout à coup, il lui dit : « Je ne me sens pas bien, rentrons ». Cependant, il a passé la soirée comme à l’ordinaire. Le lendemain, il s’est levé. Mais le malaise est revenu, et il s’est recouché. À quatre heures, il était mort, ayant succombé à une apoplexie nerveuse. Il avait eu l’ambition de créer, dans son domicile, un foyer pour les vieux comédiens. La Fondation Mélingue est aujourd’hui un foyer de l’enfance.

## Réception critique
Alexandre Dumas a ainsi dédicacé à Mélingue sa brochure du Comte Hermann : « À mon grand faiseur de succès Mélingue. »

« Oui, c’était bien un Normand ce grand garçon à la mine résolue, au regard hardi, aux gestes multipliés cet Étienne Mélingue, qui partit tout jeune de Caen, non pas pour la conquête de l’Angleterre, comme l’autre Normand Guillaume, mais pour la conquête de Paris, du Paris artistique, dramatique, et alors particulièrement romantique »

— Charles Monselet, Le Monde illustré.

« Campé et drapé comme il l'était, il semblait modelé sur une statue […] avec de longs cheveux, des yeux magnifiques, un nez droit, d’une belle proportion, de longs cheveux noirs et un teint d’une belle pâleur »

— Alexandre Dumas, Une vie d’artiste:5-7.

« Il n’eut pas de peine à devenir « l’idole du boulevard. » Il avait tout ce qu’il faut pour cela : un masque singulièrement mobile, des yeux pétillants d’intelligence et de malice, une bouche railleuse, de beaux cheveux abondants et noirs. »

— Charles Monselet, Le Monde illustré.

« Le feu du drame brillait dans son regard et lançait des éclairs ; autour de son front bombé qu’elle recouvrait parfois à moitié, la chevelure drue, abondante, pareille à de la vigne folle, se secouait, s’agitait au caprice de je ne sais quel souffle.

La tête, énergique, dramatique, sculptée, montée sur un cou nerveux et charnu, seyait à merveille à la grande dimension du corps.

Cet artiste était taillé de telle sorte, comme tête et comme stature, qu’il était devenu une personnalité, un type, que certains acteurs s’obstinaient à prendre pour modèle sans jamais parvenir à le copier. Il était né pour le théâtre, il avait en lui dès sa naissance cette flamme impérieuse qui allume les jeunes esprits et, qui, clarté irrésistible, les attire à elle et leur fait suivre enthousiasmés la route qu’elle illumine »

— Édouard Dangin, La Comédie:1.

## Œuvres dans les collections publiques
- Caen, musée des Beaux-Arts : Paysanne normande de la plaine de Caen, 1838, aquarelle, œuvre détruite.
- Château-Thierry, musée Jean de La Fontaine : Jean de La Fontaine, de l’Académie française, 1840, bronze patiné.
- Petit-Couronne, musée Pierre-Corneille : Pierre Corneille, jeune, vers 1872, bronze.

## Rôles au théâtre

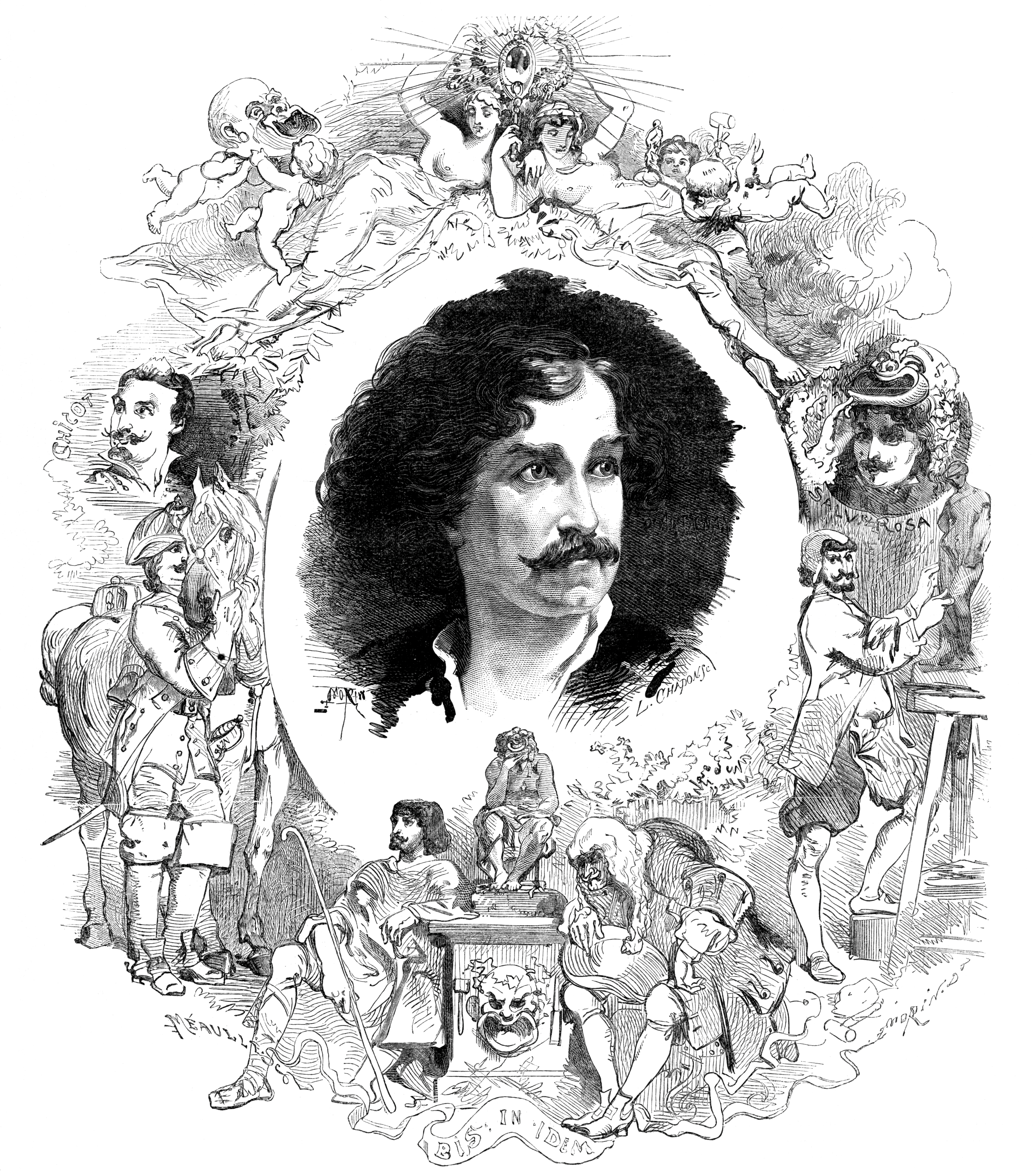
Eau-forte d’Edmond Morin d’après Adolphe Yvon et gravée par Léon-Louis Chapon pour le Monde illustré, à l’occasion de sa mort, représentant Mélingue entouré des rôles qu’il avait interprétés à la scène.

- 1849 : Le Comte Hermann, d’Alexandre Dumas, père (22 novembre).
- 1849 : d’Artagnan dans La Jeunesse des Mousquetaires d’Alexandre Dumas père.
- 1850 : Comte Hermann dans Comte Herman Théâtre-Historique de Urbain Grandier et Paul Meurice.
- 1852 : Benvenutto Cellini dans Ascanio d’Alexandre Dumas père, adapté à la scène par Paul Meurice.
- 1856 : Salvator Rosa dans Salvator Rosa d’Alexandre Dumas (reprise).
- 1860 : Chicot dans : La Dame de Monsoreau, d’Alexandre Dumas (à l’Ambigu).
- Le Roi de Navarre dans La Reine Margot.
- Edmond Dantès dans Le Comte de Monte-Cristo .
- Henri IV à l’Ambigu.
- Buridan dans La Tour de Nesle.
- Les Américains.
- Charles III.
- L’Inquisition à la Porte-Saint-Martin.
- Guillaume Colimann à la Porte-Saint-Martin.
- Le Mauvais ange dans Don Juan de Marana (pl) d’Alexandre Dumas père reprise au théâtre de la Porte-Saint-Martin.
- Gaëtan dans Gaëtan il Mammone à l’Ambigu.
- Cavalier dans Talesman à l’Ambigu.
- Pozer dans Étudiants à l’Ambigu.
- Villaflor dans  les Amants de Murcie à l’Ambigu.
- Comte Hermann d’Urbain Grandier à l’Ambigu.
- Catilina dans Catilina.
- l’Avocat des pauvres.
- Fanfan la Tulipe.
- Le Chevalier de Maison-Rouge.
- Cadio de George Sand.
- Lucrèce Borgia.

## Hommages
À Paris, le nom de Mélingue a été attribué à une rue (en 1899) et à un centre culturel et salle polyvalente rue Levert, où il résidait.
L’acteur ayant fréquenté la station balnéaire en vogue à son époque de Veules-les-Roses, la commune lui a donné le nom de l’artère qui dessert son front de mer.